# Tipasa
(Albert Camus)
Tipasa (in arabo تيبازة‎?; in berbero: ⵜⵉⵒⴰⵣⴰ) è una città algerina situata sulla costa del Mar Mediterraneo, capoluogo della provincia di Tipasa.
La città moderna, fondata nel 1857, è famosa soprattutto per le sue spiagge sabbiose.

## Storia
Fondata dai Fenici, l'imperatore Claudio la trasformò in colonia militare, dopodiché divenne un municipium. L'antica città romana venne costruita su tre colline che dominavano il mare. Delle case, molte delle quali erano state costruite sulla collina centrale, non resta alcuna traccia. Restano invece le rovine di 3 chiese (la basilica di Alessandro, la Grande Basilica e la basilica di Santa Salsa), due cimiteri, le terme, un teatro, un anfiteatro ed un ninfeo.
Sono distintamente visibili i resti dei bastioni difensivi e, ai piedi della collina orientale, il porto. Le basiliche sono circondate da cimiteri, con tombe di pietra ricoperte da mosaici. La basilica di Santa Salsa, che fu scavata da
Stéphane Gsell, è costituita da una navata centrale e due laterali, e al suo interno si può ancora vedere un antico mosaico.
La Grande Basilica venne utilizzata per secoli come cava di pietre, ma nonostante ciò è ancora possibile distinguere la planimetria dell'edificio, diviso in sette navate. Al di sotto delle fondamenta della chiesa vi sono sepolcri scavati nella roccia, uno dei quali è circolare con un diametro di 18 metri e spazio per 24 tombe.
Benché l'importanza di Tipasa dal punto di vista commerciale fosse notevole, essa fu pressoché nulla dal punto di vista delle arti. Il Cristianesimo venne introdotto fin dai primi secoli, e nel III secolo la città fu sede vescovile. Nonostante ciò gran parte della popolazione continuò a credere nel paganesimo, fino a che, secondo la leggenda, una ragazza cristiana di nome Salsa gettò la testa di un idolo a forma di serpente nel mare, gesto che provocò la sua lapidazione da parte della popolazione infuriata. Il suo corpo, poi, miracolosamente restituito dal mare, venne sepolto sulla collina sopra il porto, in una piccola cappella su cui successivamente venne eretta la basilica di Santa Salsa. Il martirio di Santa Salsa avvenne nel IV secolo.
Nel 484 il re dei Vandali Unerico mandò a Tipasa un vescovo ariano, al che gran parte della popolazione emigrò in Spagna; molti di coloro che rimasero vennero crudelmente perseguitati. Dal VI secolo la città scompare dalla storia e, anche se non è chiaro se il suo declino sia stato causato dagli Arabi, sembra che essi non abbiano avuto nessun insediamento nel luogo ove si trovava Tipasa.

## Un'altra città romana con lo stesso nome
Tipasa non deve essere confusa con un'altra città di epoca romana che si trova nell'odierna provincia di Costantina, 88 chilometri a sud di Annaba. Questa città è oggi conosciuta col nome di Tifesh. Le rovine più importanti di questa città sono quelle di una fortezza, con mura spesse 3 metri.